# Srokowiec (Siemianowice Śląskie)
Srokowiec (niem. Srokowietz) – dawna kolonia robotnicza w południowo-wschodniej części Siemianowic Śląskich, położona w rejonie ulicy Srokowieckiej w dzielnicy Centrum.
Została ona założona w rejonie szybów kopalnianych Knoff i Hoffnung. Składała się z ośmiu wielorodzinnych domów z przydomowymi ogródkami i chlewikami w podwórzu. Zabudowa ta koncentrowała się po wschodniej stronie ulicy i posiadała szare elewacje. W kolonii ponadto znajdował się piekarniok do wypieku chleba, magiel i stodoła. Kolonia ta nie była skanalizowana. W 1885 roku Srokowiec zamieszkiwało 335 osób. W drugiej połowie XIX wieku Srokowiec funkcjonował jako samodzielna gmina.
Na początku XX wieku Srokowiec był kolonią na obszarze dworskim Siemianowice II. Obszar kolonii  stanowił scenerię filmu Kazimierza Kutza Perła w koronie. Srokowiec został wyburzony wraz z sąsiednią kolonią Jerzego w latach 70. XX wieku.